# Amata chloroscia
Amata chloroscia là một loài bướm đêm thuộc phân họ Arctiinae, họ Erebidae.